# Paul Hawkins (attore)
Paul Hawkins (...) è un attore inglese, famoso per aver recitato nelle miniserie Beau Geste (1982), Paradise Postponed (1986) e Die Wächter (1986).

## Filmografia
- Racconti del brivido (Hammer House of Horror), nell'episodio "Le due facce del male" (1980)
- Emery Presents: Legacy of Murder, nell'episodio "Who Do You Voodoo? (1982)
- A.J. Wentworth, BA (1982) Serie TV
- Beau Geste (1982) Miniserie TV
- All for Love, nell'episodio "Mrs. Silly" (1983)
- Goodbye Mr. Chips (1984) Miniserie TV
- Die Wächter (1986) Miniserie TV
- Shades of Darkness, nell'episodio "The Demon Lover" (1986)
- Paradise Postponed (1986) Miniserie TV
- I Campbell (The Campbells), negli episodi "Old Ways and New" (1990) e "Truth Will Out" (1990)
- Sharky & George (Sharky & George) (1990-1992) Serie TV (voce)